# Ванчиківці (зупинний пункт)
Ванчиківці — пасажирський залізничний зупинний пункт Івано-Франківської дирекції залізничних перевезень Львівської залізниці на неелектрифікованій лінії Чернівці-Північна — Ларга між станціями Новоселиця (12 км) та Мамалига (11 км). Розташований в селі Ванчиківці Чернівецького району Чернівецької області.

## Історія
Первинно був відкритий як залізнична станція у 1893 році під час будівництва лінії Чернівці — Ларга. Колійний розвиток складався з трьох колій, нині дві з них розібрані. Станція переведена до категорії зупинний пункт.

## Пасажирське сполучення
На зупинному пункті зупинялися приміські поїзди сполученням  Чернівці — Ларга / Сокиряни. З 18 березня 2020 року рух приміських поїздів припинено на невизначений термін.